# Martinique-i labdarúgó-bajnokság (első osztály)
A Martinique Championnat National a martinique-i labdarúgó-bajnokságok legfelsőbb osztályának elnevezése. 1919-ben alapították, és 14 csapat részvételével zajlik. A bajnok a CFU-bajnokságban indulhat.

## A 2012–13-as bajnokság résztvevői
- Aiglon du Lamentin (Le Lamentin)
- AS Etoile (Basse-Pointe)
- Assaut (Ste.-Pierre)
- Club Colonial (Fort-de-France)
- Club Franciscain (Le François)
- CS Bélimois (Le Lamentin)
- Essor-Préchotain (Le Prêcheur)
- Golden Lion
- Golden Star (Fort-de-France)
- Good Luck (Fort-de-France)
- RC Rivière-Pilote
- US Diamantinoise (Le Diamant)
- US Marinoise (Le Marin)
- US Robert (Le Robert)

## Az eddigi bajnokok
| - 1919 : Intrépide (Fort-de-France) - 1920 : Club Colonial (Fort-de-France) - 1921 : Club Colonial (Fort-de-France) - 1922 : Club Colonial (Fort-de-France) - 1923 : Club Colonial (Fort-de-France) - 1924 : Club Colonial (Fort-de-France) - 1925 : Intrépide (Fort-de-France) - 1926 : Club Colonial (Fort-de-France) - 1927 : Golden Star (Fort-de-France) - 1928 : Golden Star (Fort-de-France) - 1929 : Golden Star (Fort-de-France) - 1930 : Club Colonial (Fort-de-France) - 1931 : Club Colonial (Fort-de-France) - 1932 : Stade Spiritain (St.-Esprit) - 1933 : Intrépide (Fort-de-France) - 1934 : elmaradt - 1935 : Club Colonial (Fort-de-France) - 1936 : Golden Star (Fort-de-France) - 1937 : Golden Star (Fort-de-France) - 1938 : Club Colonial (Fort-de-France) - 1939 : Golden Star (Fort-de-France) - 1940 : Club Colonial (Fort-de-France) - 1941 : Club Colonial (Fort-de-France) - 1942 : Club Colonial (Fort-de-France) - 1943 : Club Colonial (Fort-de-France) - 1944 : Gauloise (Trinité) - 1945 : Good Luck (Fort-de-France) - 1946 : Aigle Sportif (Fort-de-France) - 1947 : Aigle Sportif (Fort-de-France) - 1948 : Golden Star (Fort-de-France) - 1949 : Club Colonial (Fort-de-France) | - 1950 : Gauloise (Trinité) - 1951 : Gauloise (Trinité) - 1952 : Golden Star (Fort-de-France) - 1953 : Golden Star (Fort-de-France) - 1954 : Golden Star (Fort-de-France) - 1955 : Gauloise (Trinité) - 1956 : Golden Star (Fort-de-France) - 1957 : Good Luck (Fort-de-France) - 1958 : Golden Star (Fort-de-France) - 1959 : Golden Star (Fort-de-France) - 1960 : Stade Spiritain (Saint-Esprit) - 1961 : Stade Spiritain (Saint-Esprit) - 1962 : Golden Star (Fort-de-France) - 1963 : Assaut (Saint-Pierre) - 1964 : Club Colonial (Fort-de-France) - 1965 : Club Colonial (Fort-de-France) - 1966 : Assaut (Saint-Pierre) - 1967 : Assaut (Saint-Pierre) - 1968 : Assaut (Saint-Pierre) - 1969/70 : Eclair (Rivière Salée) - 1970/71 : Club Franciscain (Le François) - 1971/72 : CS Vauclinois (Le Vauclin) - 1972/73 : Club Colonial (Fort-de-France) - 1973/74 : Assaut (Saint-Pierre) - 1974/75 : CS Vauclinois (Le Vauclin) - 1975/76 : Samaritaine (Sainte-Marie) - 1976/77 : Golden Star (Fort-de-France) - 1977/78 : Renaissance (Sainte Anne) - 1978/79 : Renaissance (Sainte Anne) - 1979/80 : Renaissance (Sainte Anne) - 1980/81 : Gauloise (Trinité) | - 1981/82 : Samaritaine (Sainte-Marie) - 1982/83 : RC Rivière-Pilote (Rivière-Pilote) - 1983/84 : RC Rivière-Pilote (Rivière-Pilote) - 1984/85 : Aiglon du Lamentin - 1985/86 : Olympique du Marin - 1986/87 : Golden Star (Fort-de-France) - 1987/88 : Excelsior (Schoelcher) - 1988/89 : Excelsior (Schoelcher) - 1989/90 : US Marinoise (Marin) - 1990/91 : Aiglon du Lamentin - 1991/92 : Aiglon du Lamentin - 1992/93 : US Robert (Le Robert) - 1993/94 : Club Franciscain (Le François) - 1994/95 : US Marinoise (Marin) - 1995/96 : Club Franciscain (Le François) - 1996/97 : Club Franciscain (Le François) - 1997/98 : Aiglon du Lamentin - 1998/99 : Club Franciscain (Le François) - 1999/00 : Club Franciscain (Le François) - 2000/01 : Club Franciscain (Le François) - 2001/02 : Club Franciscain (Le François) - 2002/03 : Club Franciscain (Le François) - 2003/04 : Club Franciscain (Le François) - 2004/05 : Club Franciscain (Le François) - 2005/06 : Club Franciscain (Le François) - 2006/07 : Club Franciscain (Le François) - 2007/08 : RC Rivière-Pilote - 2008/09 : Club Franciscain (Le François) - 2009/10 : RC Rivière-Pilote - 2010/11 : Club Colonial (Fort-de-France) - 2011/12 : RC Rivière-Pilote |

## Bajnoki címek eloszlása
| Klub               | Város          | Bajnoki címek száma | Utolsó |
| ------------------ | -------------- | ------------------- | ------ |
| Club Colonial      | Fort-de-France | 19                  | 2011   |
| Golden Star        | Fort-de-France | 16                  | 1986   |
| Club Franciscain   | Le François    | 14                  | 2009   |
| Assaut             | Saint-Pierre   | 5                   | 1973   |
| Gauloise           | La Trinité     | 5                   | 1980   |
| RC Rivière-Pilote  | Rivière-Pilote | 5                   | 2012   |
| Aiglon du Lamentin | Le Lamentin    | 4                   | 1998   |
| Intrépide          | Fort-de-France | 3                   | 1933   |
| Renaissance        | Sainte-Anne    | 3                   | 1979   |
| Stade Spiritain    | Saint Esprit   | 3                   | 1961   |
| Excelsior          | Schoelcher     | 2                   | 1989   |
| Aigle Sportif      | Fort-de-France | 2                   | 1947   |
| Good Luck          | Fort-de-France | 2                   | 1957   |
| US Marinoise       | Le Marin       | 2                   | 1995   |
| Samaritaine        | Sainte-Marie   | 2                   | 1981   |
| CS Vauclinois      | Le Vauclin     | 2                   | 1974   |
| Eclair             | Rivière Salée  | 1                   | 1969   |
| Olympique du Marin | Le Marin       | 1                   | 1985   |
| US Robert          | Le Robert      | 1                   | 1993   |